# Störpotential
In der Potentialtheorie wird als Störpotential {\displaystyle \mathbf {T} } der Einfluss einer zu bestimmenden Unregelmäßigkeit (Störkörper) auf ein physikalisches Kraftfeld bezeichnet.
Am wichtigsten ist die Berechnung von Störpotentialen im terrestrischen Magnetfeld und im Erdschwerefeld. Im letzteren Fall gilt für einen Messpunkt:
{\displaystyle \mathbf {T} (\mathbf {p} )=\mathbf {W} (\mathbf {p} )-\mathbf {U} (\mathbf {p} )}
mit
- {\displaystyle \mathbf {T} }: Formelzeichen für das Störpotential in der geodätischen und geophysikalischen Fachliteratur
- {\displaystyle \mathbf {W} } (oder auch {\displaystyle \mathbf {V} }): Gesamtpotential bzw. potentielle Energie des Kraftfeldes am Messpunkt, dazu tragen prinzipiell alle im betrachteten 3D-Raum befindlichen Massen bei.
- {\displaystyle \mathbf {U} }: Normalpotential (s. u.)
- {\displaystyle \mathbf {p} }: Ortsvektor, mit dem sich im Regelfall alle drei Potentiale ändern.

Im Allgemeinen kann zur Ortung und späteren Analyse des Störkörpers nicht das Potential selbst herangezogen werden, sondern nur seine messbaren Funktionale, z. B. Gradienten oder Lotstörungen.
Ausgehend von einer regelmäßigen Verteilung der Ladungen oder der Massen in der Umgebung der Messpunkte kann ein Normalfeld (entsprechend {\displaystyle \mathbf {U} }) definiert und der Messung (entsprechend {\displaystyle \mathbf {W} }) gegenübergestellt werden. Die Differenz (entsprechend {\displaystyle \mathbf {T} }) wird als magnetische bzw. Schwereanomalie bezeichnet. Sie kann durch Modellrechnungen an die festgestellten Abweichungen angenähert werden, indem im Trial-and-error-Verfahren der Störkörper durch gezielte Änderungen der angenommenen Potentialquellen quantitativ bestimmt wird, was man auch Inversion des Störpotentials nennt.
Solche Modellvariationen sind im Schwerefeld z. B.
- die Gesteinsdichte in einem Sedimentbecken
- die Massenverteilung im Verlauf einer geologischen Störung,
- die Parameter der Magnetisierung bei einer Serpentin-Lagerstätte.

Die Inversion eines Potentials ist jedoch meist nicht eindeutig (Umkehrproblem der Potentialtheorie) und erfordert zusätzliche Daten (etwa über Gesteine) oder ergänzende Messverfahren.